# FC Dahn
Der Fußballclub Dahn 1913 ist ein Fußballverein aus der pfälzischen Stadt Dahn.

## Geschichte
Der FC Dahn gründete sich am 14. November 1913. Zunächst traten die Fußballer in der untersten Spielklasse an, ehe der Klub ab Mitte der 1920er Jahre bis in die A-Klasse aufstieg. 1934 und 1936 schaffte die Mannschaft sportlich den Aufstieg in die zweitklassige Bezirksliga, verzichtete aber aus Kostengründen jeweils auf eine Teilnahme. 
Nach dem Zweiten Weltkrieg gehörte der FC Dahn zu den Gründungsmitgliedern der 1. Amateurliga Westpfalz, stieg aber 1950 nach zwei Spielzeiten aus der seinerzeit dritthöchsten Spielklasse ab. Mitte der 1950er Jahre kehrte der Klub in die Erfolgsspur zurück. Zwar verpasste die Mannschaft 1956 und 1957 jeweils erst in den Aufstiegsspielen gegen die Amateure des 1. FC Kaiserslautern respektive des 1. FSV Mainz 05 den Aufstieg in die Amateurliga Südwest, gewann aber jeweils den Verbandspokal. 1959 setzte sich der Klub letztlich in der Aufstiegsrunde durch und trat bis 1966 in der höchsten Amateurspielklasse an. Nach dem Abstieg verabschiedete sich der Klub lange Zeit vom höherklassigen Amateurfußball, erst 1991 gelang die Rückkehr in die nun viertklassige Verbandsliga. Nach der Einführung der Regionalliga 1994 zwischenzeitlich wieder nur fünftklassig, stieg der Klub 1999 in die sechste Liga ab und musste 2006 zwischenzeitlich für eine Spielzeit aufgrund Spielermangels den Spielbetrieb komplett einstellen. 